# David Davies
David Davies (Reino Unido, 3 de marzo de 1985) es un nadador británico especializado en pruebas de natación en aguas abiertas, donde consiguió ser subcampeón olímpico en 2008 en los 10 kilómetros.

## Carrera deportiva
En los Juegos Olímpicos de Pekín 2008 ganó la medalla de plata en los 10 kilómetros en aguas abiertas, con un tiempo de 1:51.53 segundos, tras el neerlandés Maarten van der Weijden y por delante del alemán Thomas Lurz.